# Liste der Orte im Donnersbergkreis

Wappen des Donnersbergkreises

Die Liste der Orte im Donnersbergkreis enthält die Städte, Verbandsgemeinden, Ortsgemeinden und Gemeindeteile im Donnersbergkreis in Rheinland-Pfalz.
Es handelt sich dabei um das amtliche Verzeichnis der Gemeinden und Gemeindeteile und setzt sich zusammen aus dem vom Statistischen Landesamt Rheinland-Pfalz geführten amtlichen Namensverzeichnis der Gemeinden und dem vom Landesamt für Vermessung und Geobasisinformation Rheinland-Pfalz geführten amtlichen Verzeichnis der Gemeindeteile.

## Verbandsgemeinde Eisenberg (Pfalz)
Gemeinden und Gemeindeteile in der Verbandsgemeinde Eisenberg (Pfalz):
- Eisenberg (Pfalz), Stadt
  - Eisenberg
  - Abendthal
  - Erlenhof
  - Lauberhof
  - Ochsenbusch
  - Seltenbach, Gaststätte
  - SOS-Kinderdorf
  - Steinborn (Ortsbezirk)
  - Stauf (Ortsbezirk)
- Kerzenheim
  - Arles-Siedlung
  - Göllheimer Häuschen (Teil aus Ortsbezirk Rosenthal)
  - Grauwald-Siedlung (Teil aus Ortsbezirk Rosenthal)
  - Haus Dietrich
  - Kerzweilerhof (Teil aus Ortsbezirk Rosenthal)
  - Rosenthalerhof (Teil aus Ortsbezirk Rosenthal)
  - Steinäcker-Siedlung (Teil aus Ortsbezirk Rosenthal)
- Ramsen
  - Clauserhof
  - Eiswoog
  - Kisselhof
  - Kleehof
  - Neuhammer
  - Ripperterhof
  - Eiswoog-Forsthaus
  - Walzwerk, Hof

## Verbandsgemeinde Göllheim
Gemeinden und Gemeindeteile in der Verbandsgemeinde Göllheim:
- Albisheim (Pfrimm)
  - Bahnhof Albisheim
  - Heyerhof
  - Pfortmühle
- Biedesheim
  - Neumühle
  - Siedlung Schönblick
- Bubenheim
  - Borkensteinermühle, Möbelfabrik
  - Dörrmühle
  - Kalkwerk
- Dreisen
  - Bahnhof Dreisen
  - Bannholz
  - Hollidahof
  - Im Talweg
  - Lochmühle
  - Lohmühle
  - Münsterhof
  - In den Kappesäckern Nr. 1
- Einselthum
  - Wiesenmühle
- Göllheim
  - Am Ruhweg
  - Auf der Füllenweide
  - Esper
  - Gundheimerhof
- Immesheim
  - Kleinmühle, Fabrik
- Lautersheim
- Ottersheim
- Rüssingen
  - Lindenhof
- Standenbühl
  - Fohlenhof
  - Pfrimmbacher Hof
- Weitersweiler
- Zellertal
  - Harxheim (Ortsbezirk)
  - Bannmühle
  - Jüngstmühle
  - Kurpfalzmühle
  - Niefernheim (Ortsbezirk)
  - Haus Lauer
  - Reitzenmühle
  - Zell (Ortsbezirk)
  - Klosterhof

## Verbandsgemeinde Kirchheimbolanden
Gemeinden und Gemeindeteile in der Verbandsgemeinde Kirchheimbolanden:
- Bennhausen
- Bischheim
  - Am steinernen Berg
  - Heubergerhof
  - Heubergermühle
  - Jägerhaus
  - Kupfermühle
  - Pulvermühle
- Bolanden
  - Bolanderhof
  - Hügelhof
  - Klosterhof
  - Weierhof
- Dannenfels
  - Bastenhaus
  - Dannenfelsermühle, Gaststätte
  - Waldhaus Donnersberg
- Gauersheim
  - Untere Mühle
- Ilbesheim
  - Bahnhof Morschheim
- Jakobsweiler
  - Gasthaus Wildenstein
- Kirchheimbolanden, Stadt
  - Ambach
  - Bahnposten
  - Bolanderhof
  - Edenbornerhof
  - Haide
  - Hessenhütte
  - Neuhof
  - Rothenkircherhof
  - Schillerhain
  - Ziegelhütte
- Kriegsfeld
  - Pfalz, Forsthaus
  - Pfalzfeld, Geflügelfarm
  - Schniftenbergerhof
- Marnheim
  - Berghof
  - Elbisheimerhof
  - Froschauerhof
  - Mittelmühle
  - Riedenmühle
  - Rothenbergermühle
  - Sandbrunnen
  - Steinmühle
- Mörsfeld
  - Daimbacherhof
  - Pfaffenloch
  - Pfalzblick
- Morschheim
  - Am Steinernen Berg
  - Bahnhof Morschheim
- Oberwiesen
- Orbis
  - Leithof
- Rittersheim
  - Josefsmühle
  - Steuerwaldsmühle
- Stetten

## Verbandsgemeinde Nordpfälzer Land
Gemeinden und Gemeindeteile in der Verbandsgemeinde Nordpfälzer Land:
- Alsenz
  - Am Wasserhaus
  - Ohlbach, Bahnwärterhaus
- Bayerfeld-Steckweiler
  - Bremricherhof
  - Neubau
  - Schmalfelderhof
  - Steckweiler
  - Stolzenbergerhof
- Bisterschied
- Dielkirchen
  - Dielkirchen
  - Giebelsbacherhof
  - Hanauerhof
  - Hoferhof
  - Steingruben
- Dörrmoschel
- Finkenbach-Gersweiler
  - Bergmühle
  - Zollstation
- Gaugrehweiler
  - Gutenbacherhof
  - Leiningerhof
- Gehrweiler
  - Gehrweilermühle
- Gerbach
  - Althof
  - Kahlenbergweiher
  - Köhlerhof
  - Schneebergerhof
- Gundersweiler
  - Erlenhof
  - Messersbacherhof
- Imsweiler
  - Felsbergerhof
  - Schleifmühle
  - Spreiterhof
- Kalkofen
- Katzenbach
  - Kolbenmühle
  - Obermittweilerhof
  - Simonshof
  - Untermittweilerhof
- Mannweiler-Cölln
  - Cölln
  - Morsbacherhof
  - Weidelbacherhof
  - Mannweiler
- Münsterappel
- Niederhausen an der Appel
  - Freyhof
- Niedermoschel
- Oberhausen an der Appel
- Obermoschel, Stadt
  - Kahlforsterhof
  - Waldhaus, Gaststätte
- Oberndorf
  - Lindenhof
- Ransweiler
  - Birkenhof
  - Neubau
- Rathskirchen
  - Rathskirchen
  - Bösodenbacherhof
  - Rudolphskirchen
- Reichsthal
- Rockenhausen, Stadt
  - Dörnbach (Ortsbezirk)
  - Marienthal (Ortsbezirk)
  - Mordkammerhof (ehemals Gemeinde Dannenfels)
  - Rockenhausen
  - An der Linde
  - Buchwaldhof
  - Hintersteinerhof
  - Im Degenbachtal
  - Inkeltalerhof
  - Lindenhof
  - Römerhof
  - Rußmühlerhof
  - Schacherhof
  - Scharfeeck
- Ruppertsecken
  - Ober-Gerbacherhof
  - Ober-Tierwasen
  - Schwarzengraben
  - Talhof
  - Unter-Gerbacherhof
  - Unter-Tierwasen
  - Vollethof
- Sankt Alban
  - Hengstbacherhof
  - Untermühle
- Schiersfeld
  - Sulzhof
- Schönborn
- Seelen
- Sitters
- Stahlberg
  - Forsthaus Stahlberg
- Teschenmoschel
  - Mausmühle
- Unkenbach
- Waldgrehweiler
  - Grashof, Gartenbaubetrieb
  - Windhof
  - Wolfsmühle
- Winterborn
  - Waldhof
- Würzweiler

## Verbandsgemeinde Winnweiler
Gemeinden und Gemeindeteile in der Verbandsgemeinde Winnweiler:
- Börrstadt
  - Aalenbach
  - Hahnweilerhof
  - Herfingerhof
  - Kreuzhof
  - Mühlbusch
  - Sonnenhof
  - Theresienhof
  - Waldhaus Klausberg
  - Walzhof
  - Lindenhof
- Breunigweiler
- Falkenstein
  - Bornshof
  - Fuchshof
  - Merzauerhof
  - Wambacherhof
- Gonbach
- Höringen
  - Neu-Mühle
  - Wackenbornerhof
  - Wingertsweilerhof
- Imsbach
  - Langheckerhof
  - Röderhof
- Lohnsfeld
  - Ziegelhütte
  - Pulvermühle
  - Schmitterhof
- Münchweiler an der Alsenz
  - Kuhwiese
  - Neumühle
  - Ziegelhütte
- Schweisweiler
  - Reiterhof
  - Tivoli, Gaststätte
- Sippersfeld
  - Pfrimmerhof
- Steinbach am Donnersberg
  - Haus Kaiserbusch
  - Haus Voigtland
  - Obere Mühle
  - Landhaus Rotenbusch
  - Untere Mühle
- Wartenberg-Rohrbach
  - Flurhof
  - Rohrbach
- Winnweiler
  - Alsenbrück-Langmeil (Ortsbezirk)
  - Bahnhof Langmeil
  - Salomonsmühle
  - Sattelhof
  - Wäschbacherhof
  - Ziegelhütte
  - Hochstein
  - Eisenschmelz
  - Kahlheckerhof
  - Kupferschmelz
  - Potzbach (Ortsbezirk)
  - Leithöfe
  - Winnweiler
  - Igelbornerhöhe
  - Kapelle